# Казарано
Казарано (італ. Casarano, сиц. Casaranu) — муніципалітет в Італії, у регіоні Апулія,  провінція Лечче.
Казарано розташоване на відстані близько 520 км на південний схід від Рима, 165 км на південний схід від Барі, 38 км на південь від Лечче.
Населення — 20 276 осіб (2014).

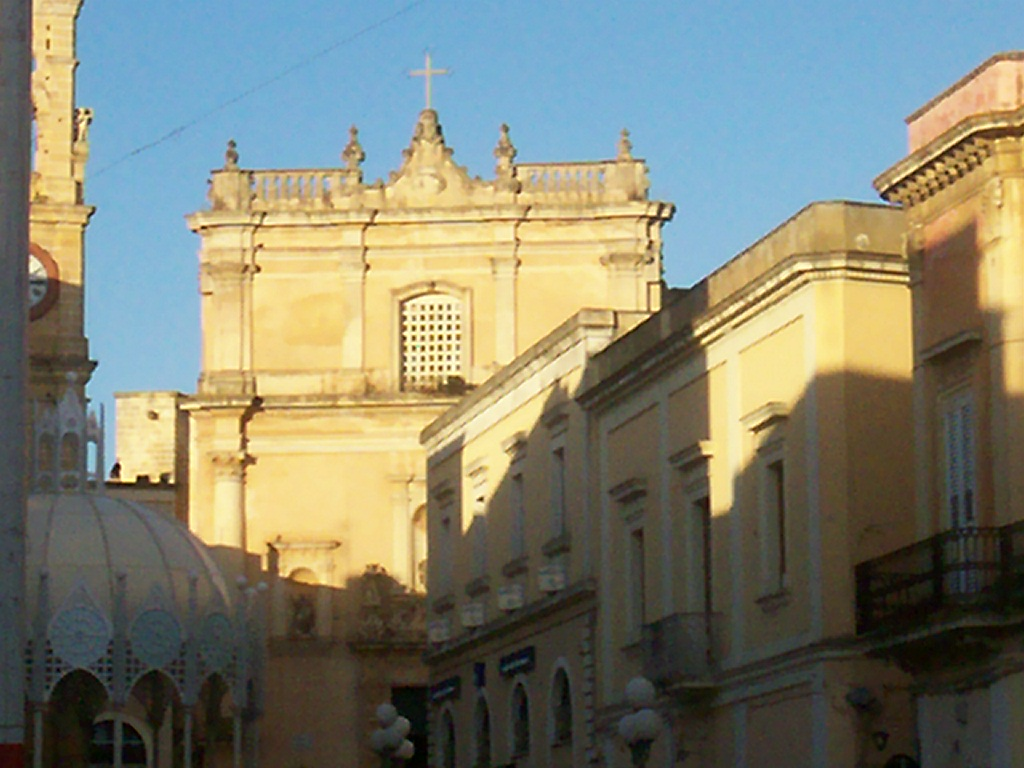

Щорічний фестиваль відбувається Lunedì dopo la 3° неділі травня. Покровитель — San Giovanni Elemosiniere.

## Демографія
Населення за роками:

Станом на 1 січня 2023 року в муніципалітеті офіційно проживало 426 іноземців з 40 країн, серед них 148 громадян країн Євросоюзу та 4 громадяни України.

## Сусідні муніципалітети
- Коллепассо
- Матіно
- Меліссано
- Руффано
- Суперсано
- Удженто